# Баг-е-Џина (Лахоре)
Баг-е-Џина (панџаби, урду: باغ جناح) (или Башта Џина) је историјски парк у граду Лахоре, у Пакистану. Био је раније познат као Лоренсова Башта. Данас, велика зелена површина садржи ботаничку башту, месџид Дар-ул-ислам, и библиотеку Квејд-е-Азам која се налази у викторијанској згради.
Постоје и забавни и спортски садржаји у оквиру парка: позориште на отвореном, ресторан, тениски терени и Гимкхана Крикет терен. Налази се на Лоренс роуду поред Зоолошког врта Лахоре, директно преко пута куће гувернера кућа на Молу.

## Прошлост - Лоренсова Башта
Првобитно саграђена као ботаничка башта узору на Кју башту, име је добила по Џону Лоренсу, поткраљу Индије од 1864. до 1869. У башти је пре била његова статуа, која је касније пресељена у Фоиле и Лондондери колеџ у Северној Ирској.

## Садашњост - Баг-е-Џина
Башта Џина у Лахореу која се налази на 57 хектара у овом тренутку, раније је била на 71 хектара, али део земљишта је посвећено Зоолошком врту Лахоре, Бдржавним ботаничким баштама, Универзитету Лахоре и путевима дуж баште. Сада је готово потпуно биљна област, осим путева до зграда. То је лепа и добро управљена ботаничка башта у Пакистану.
Има скоро 150 сорти дрвећа, 140 врсти грмља, 50 врсти пузавица, 30 палми, скоро 100 сукуленти и око исто толико затворених биљака заједно са скоро свим врстама годишњих цвећа. Врт је на добром гласу на изложбама хризантема, и био је први институт који је почео да узгаја хризантеме и максималан број сорти за њих и подеује 3 расадника.

## Информације и услуге
- Баг-е-Џина садржи две библиотеке, Квејд-е-Азам библиотека и Дарусалам
- Што се тиче колекције дрвећа, жбуња и пузавица књигу су објавили Ч. Мухамед Тарик (ДДА Баште Џина), Мухамед Рамзан Рафик (Пољопривредни службеник) и др Мухамед Афзал (Инструктор) под називом Флора Баште Џина.
- Парк добија носталгично помиње 1970-их и 1980-их животу Бано Кудсије у изузетном урду роману Раџа Гид.
- Парк има гробницу Великог Свеца по имену Пир Сакх Абул Фејзул Хасан познатији као Баба Турат Мурад Шаха, са великим бројем посетилаца.

## Галерија
Испод су неке од слика Баг-е-Џине:
|  |  |  |  |  |
|  |  |  |  |  |
|  |  |  |  |  |